# De-Haën-Straße
Die De-Haën-Straße in der Gemeinde Seelze, Region Hannover, bildet ihn ihrem Verlauf die Straße der ehemaligen Arbeitersiedlung Kolonie nach. Ihre 24 Doppelhäuser für insgesamt 96 Familien wurden 1902 im Auftrag des Unternehmers Eugen de Haën als Wohnsitz für die Arbeiter der Chemischen Fabrik Seelze und ihre Familien errichtet.
1924 wurde in einem der Gebäude der Kolonie der spätere Lehrer, Schulleiter, Garbsener Bürgermeister und Autor Karl-Heinz Strehlke geboren, der die Geschichte der 1987 mit dem Abbruch der letzten Häuser endenden Kolonie und ihrer Bewohner mit einer 1997 von der Riedel-de-Haën Aktiengesellschaft herausgegebenen, mehr als 250 Seiten umfassenden und reich bebilderten Schrift illustrierte.